# Byholmen (vid Dalsbruk, Kimitoön)
Byholmen är en ö i Finland. Den ligger i Skärgårdshavet och i kommunen Kimitoön i landskapet Egentliga Finland, i den sydvästra delen av landet. Ön ligger omkring 51 kilometer söder om Åbo och omkring 140 kilometer väster om Helsingfors.
Öns area är 36 hektar och dess största längd är 1,1 kilometer i öst-västlig riktning. I omgivningarna runt Byholm växer i huvudsak barrskog.
På ön finns en ort med samma namn. Fast vägförbindelse finns dels norrut till Dalsbruk via Tyska Holmen, dels österut till Högholmen och Långön.

## Klimat
Inlandsklimat råder i trakten. Årsmedeltemperaturen i trakten är 5 °C. Den varmaste månaden är augusti, då medeltemperaturen är 18 °C, och den kallaste är februari, med −5 °C.